# Granica białorusko-ukraińska
     Korona
     Prusy – lenno Królestwa Polskiego
     Wielkie Księstwo Litewskie
     Liwlandia – posiadłość Korony i Litwy
     Kurlandia – lenno Rzeczypospolitej

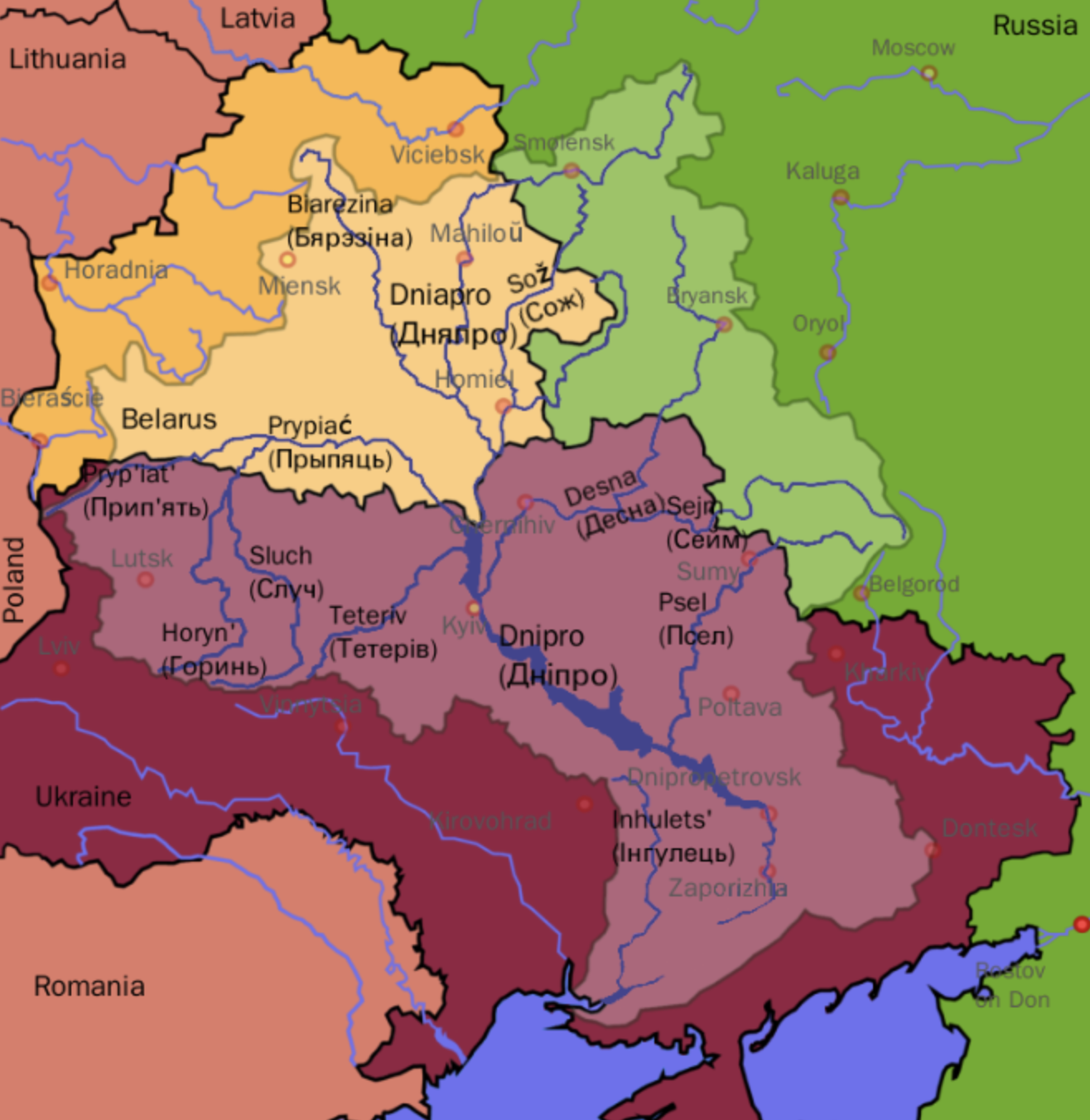
Mapa dorzecza Dniepru z zaznaczeniem granic państwowych

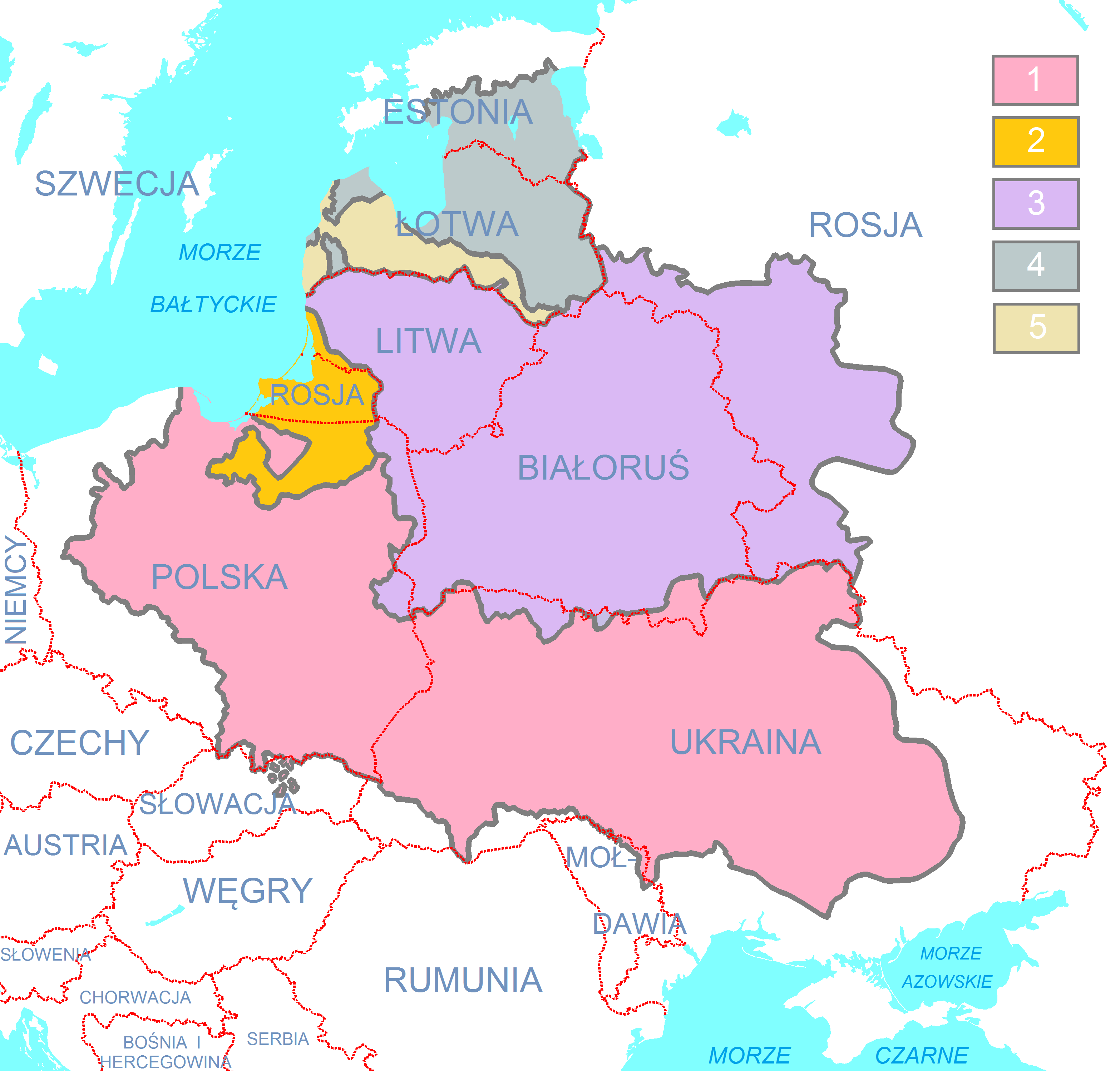
Zasięg terytorialny Rzeczypospolitej Obojga Narodów w 1619 na tle współczesnej mapy Europy (w tym Białorusi).
Legenda:
Korona
Prusy – lenno Królestwa Polskiego
Wielkie Księstwo Litewskie
Liwlandia – posiadłość Korony i Litwy
Kurlandia – lenno Rzeczypospolitej

Granica białorusko-ukraińska – granica państwowa ciągnąca się na długości 1084 km, począwszy od trójstyku z Polską na zachodzie aż do trójstyku z Rosją na wschodzie. Granica powstała po rozpadzie Związku Radzieckiego, kiedy oba państwa uzyskały niepodległość.

## Przebieg granicy
Obecna granica zaczyna się trójstykiem z Polską, który znajduje się na rzece Bug, na południe od Włodawy. Granica zostawia po północnej stronie miasto Brześć i podąża na wschód. Początkowo rzeka Prypeć znajduje się po stronie ukraińskiej, gdzie ma źródło, jednak na wysokości Pińska rzeka przecina granicę, by dalej biec przez Białoruś, kilkanaście kilometrów przed ujściem do Dniepru wraca na stronę ukraińską. Granica od ujścia Prypeci skręca na północny wschód korytem Dniepru, w stronę Homla, po czym kilkadziesiąt kilometrów dalej skręca na wschód, w stronę Rosji.

## Pochodzenie granicy
Obecna granica powstała dopiero w 1939 roku, po zakończeniu kampanii wrześniowej, gdy ówczesny Związek Radziecki zagarnął ziemie wschodnie II RP, które podzielono pomiędzy Białoruską i Ukraińską SRR.
Granica ma jednak dawniejsze pochodzenie, ponieważ podobnie przebiegała granica pomiędzy Koroną i Litwą. Po rozbiorach podobny przebieg miała granica pomiędzy guberniami grodzieńską i mińską z jednej strony a wołyńską i kijowską z drugiej. W czasie dwudziestolecia międzywojennego na zachodnim odcinku obecnej granicy przebiegało rozgraniczenie pomiędzy polskimi województwami poleskim i wołyńskim, a we wschodniej pomiędzy republikami radzieckimi – Ukraińską i Białoruską.